# Drino meridionalis
Drino meridionalis là một loài ruồi trong họ Tachinidae.